# بنطال الحريم
بنطال الحريم أو سروال الحريم هو بنطال طويل كيسي مزموم عند الكاحل. في وقت سابق، كان يُطلق على هذا اللباس أيضاً تنورة الحريم. قدَّم مصممون مثل بول بوارت نحو عام 1910 ما يسمى «بناطيل الحريم» الأصلية إلى الأزياء الغربية، مستوحاةً من بناطيل الشرق الأوسط، ومن السراويل التركية. أصبح مصطلح «بنطال الحريم» شائعاً في الغرب مصطلحًا عامًا للبناطيل الكيسية المزمومة عند الكاحل والتي توحي بالنمط التركي، أو أنماط مماثلة مثل السروال الجنوب آسيوي وسروال بتيالة والشروال العربي.

## طالع المزيد
- بنطال المظلة
- هاكاما